# Les Deux Âmes de Frédéric Chopin
Les Deux Âmes de Frédéric Chopin est un essai biographique de Jean-Yves Clément, paru en 2010 chez Presses de la Renaissance, qui brosse un portrait de Frédéric Chopin en s'appuyant sur ses œuvres et sur le contexte historique.

## Biographie poétisée
L'auteur décrit son livre, consacré au compositeur romantique Frédéric Chopin, comme « une biographie poétisée, un essai biographique, un rien fantasmatique, déambulation onirique ». Il est composé de sept chapitres appelés « portraits-tableaux ».
Il est paru peu après Nuits de l’âme, que Jean-Yves Clément a rédigé en parallèle, les deux ouvrages traitant de Chopin et leur rédaction ayant constitué pour l'auteur « deux exercices différents mais complémentaires ».
L'ouvrage est dédié à Jean-Jacques Eigeldinger, musicologue spécialiste de Chopin.

## Réception et critique
Les Deux Âmes de Frédéric Chopin a été reçu favorablement par la critique,,.
Maciej Chiżyński (pour ResMusica) déclare : « Le portrait laissé par Jean-Yves Clément est une nouvelle pierre apportée à un édifice encore en construction, dont ne pourront se passer les amateurs de l’art du grand artiste polonais. » tout en exprimant son désaccord avec l'assertion de Jean-Yves Clément selon laquelle « l’œuvre et la vie chez Chopin sont précisément deux choses ».

## Éditions
Édition imprimée originale
- Jean-Yves Clément, Les Deux Âmes de Frédéric Chopin, Paris, Presses de la Renaissance, 7 janvier 2010, 122 p., 13 cm × 21 cm (ISBN 978-2-7509-0397-8).

Deuxième édition imprimée, version revue et augmentée
- Jean-Yves Clément, Les Deux Âmes de Frédéric Chopin, Paris, Le Passeur éditeur, coll. « Sursum Corda », 7 mai 2017, 158 p., 9 cm x 13 cm (ISBN 978-2-36890-531-9).

Livre numérique
- Jean-Yves Clément, Les Deux Âmes de Frédéric Chopin, Paris, Le Passeur éditeur, coll. « Sursum Corda », 2017 (ISBN 978-2-36890-532-6).